# Fabrica di Roma
Fabrica di Roma là một đô thị ở tỉnh Viterbo trong vùng Latium của Ý, có cự ly khoảng 80 km về phía tây bắc của Roma và khoảng 25 km về phía tây của Viterbo.
Fabrica di Roma giáp các đô thị: Carbognano, Castel Sant'Elia, Civita Castellana, Corchiano, Nepi, Vallerano, Vignanello.